# Azerbajdzjans försvarsmakt

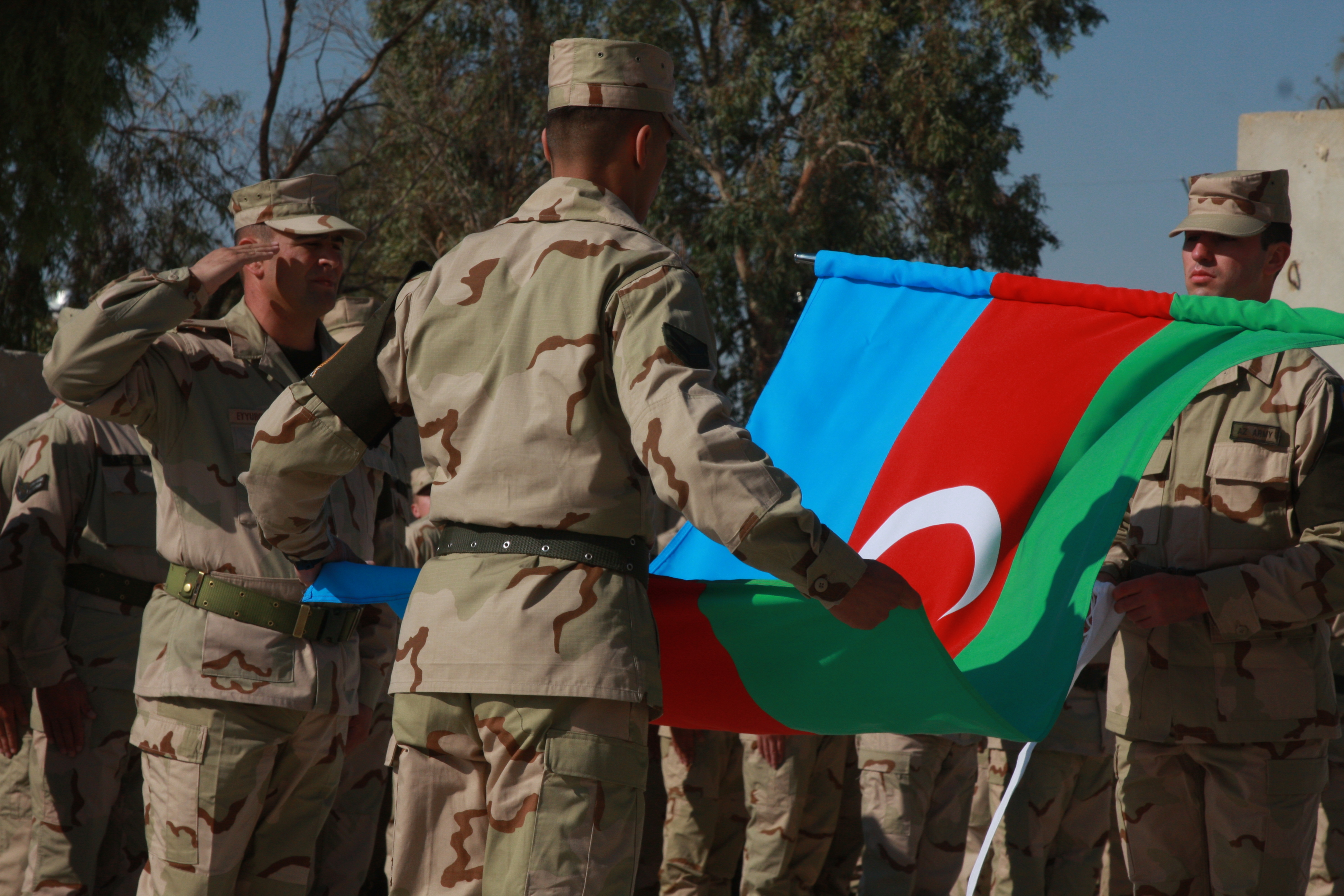
Azerbajdzjansk trupp i Irak 2008.

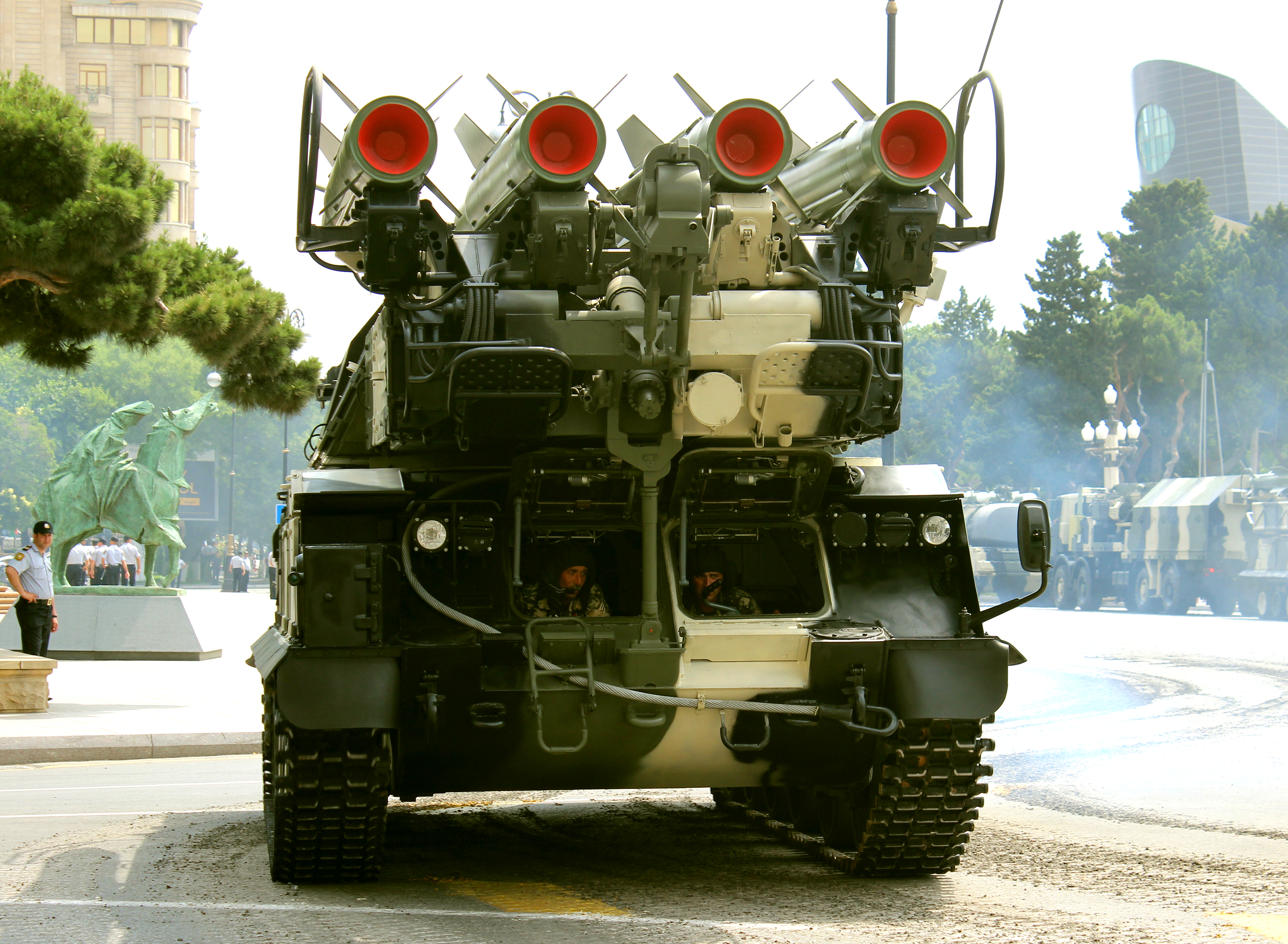
9K37 Buk i azerbajdansk tjänst 2013.

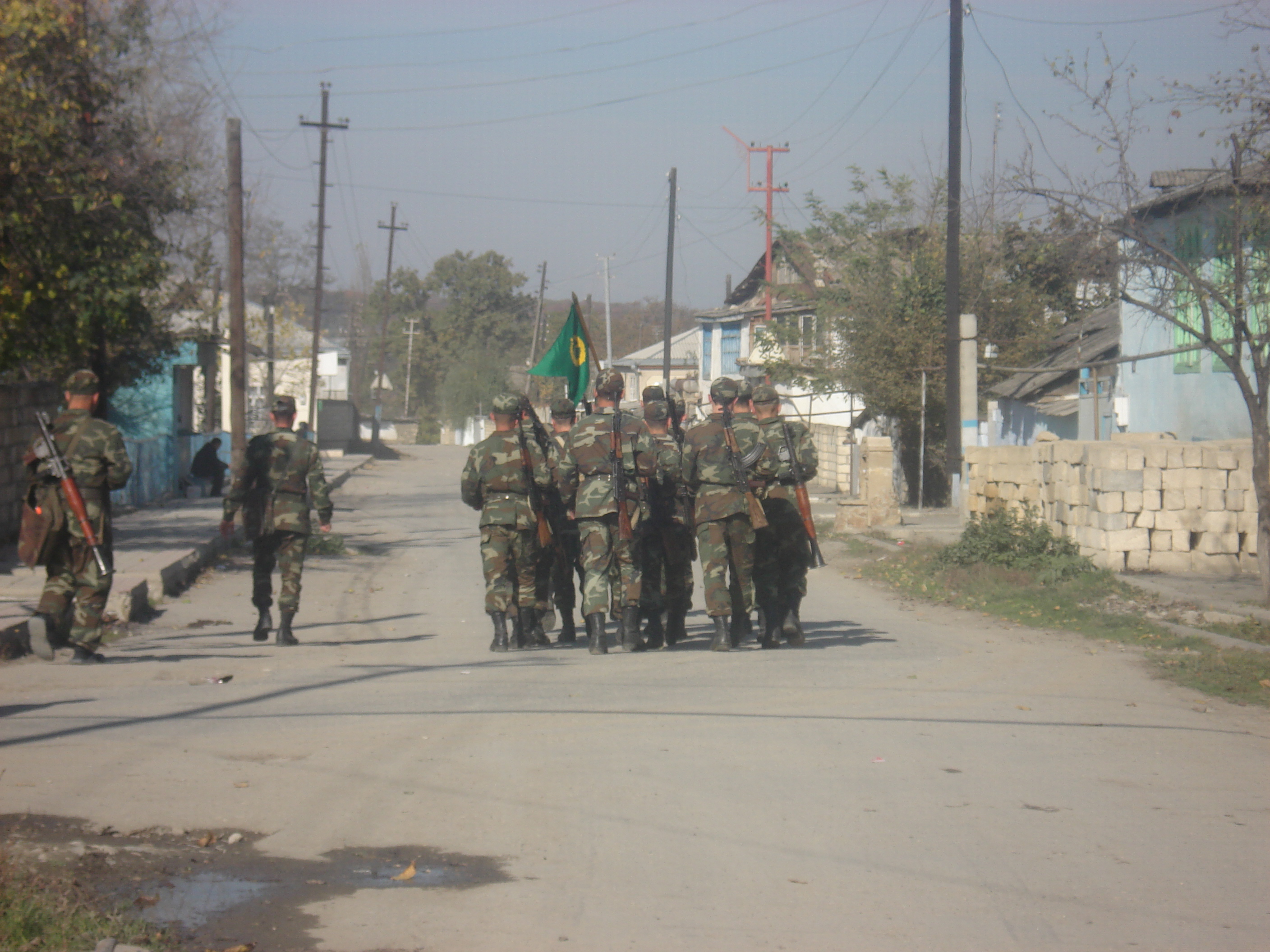
Azerbajdzjanska soldater i Qusar 2008.

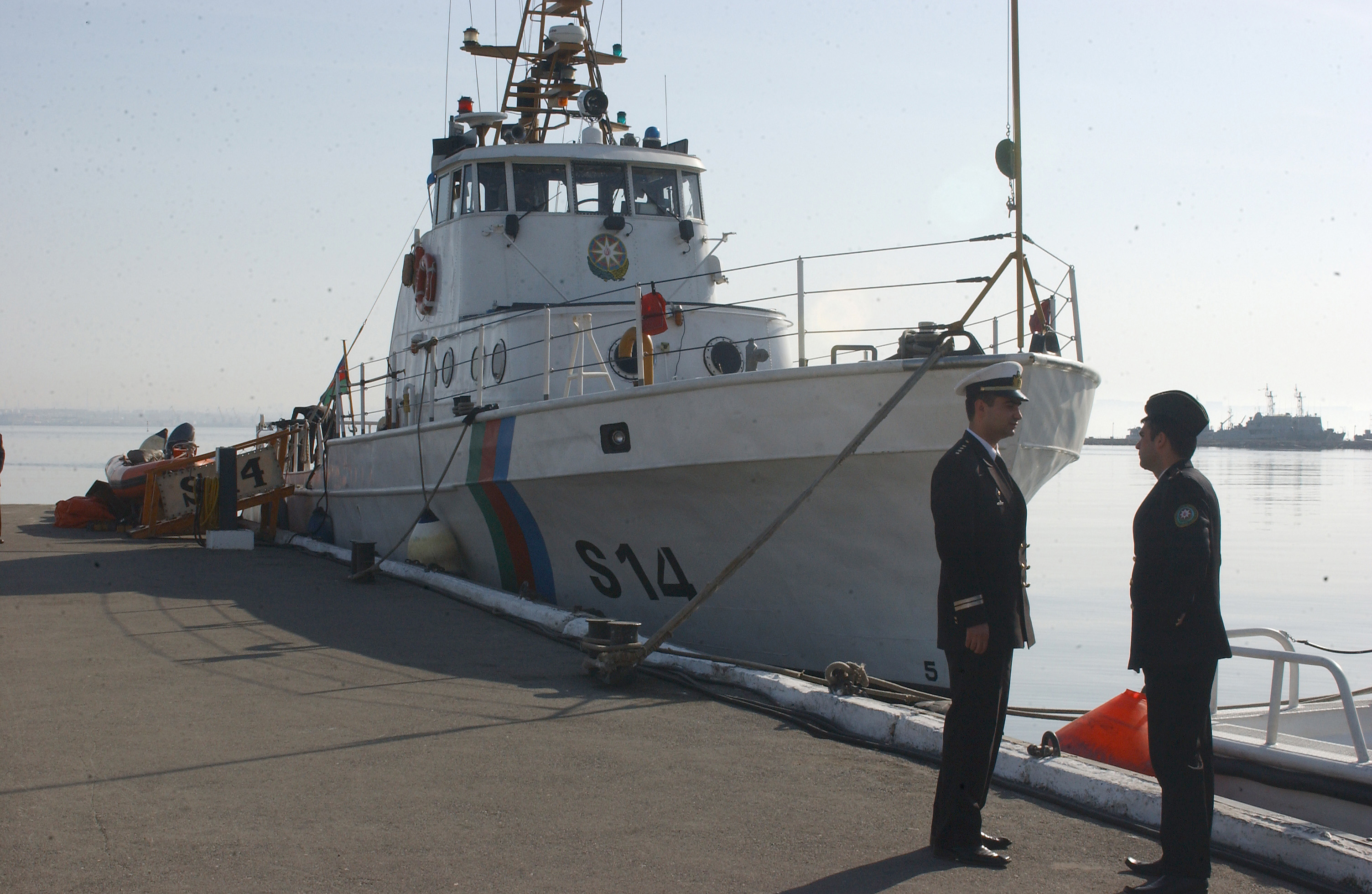
Patrullbåt från Azerbajdzjans kustbevakning.

Azerbajdzjans försvarsmakt (azeriska: Azərbaycan Silahlı Qüvvələri) bildades 1991. Vid sidan av den egentliga försvarsmakten finns det också beväpnade säkerhetsstyrkor med olika uppgifter.

## Försvarsdoktrin
Azerbajdzjan antog 2010 en försvarsdoktrin vilken fokuserar på konflikten med Armenien över Nagorno-Karabach. "Den armeniska ockupationen av azerbajdzjanskt territorium" lyfts fram som det viktigaste hotet mot landet. Samtidigt har regeringens talespersoner upprepade gånger låtit förstå, att om inte en politisk lösning av denna konflikt kan ske återstår bara ett militärt alternativ. Mellan 2009 och 2012 fördubblades Azerbajdzjan försvarsbudget. Men korruptionen inom försvarsministeriet är endemisk och ökade anslag betyder i Azerbajdzjan inte alltid ökad militärförmåga.

## Försvarssamarbete
Azerbajdzjan har närmat sig Israel militärt, framförallt genom ett försvarsmaterielsamarbete. Ryssland är en strategisk allierad till Armenien och USA har införst restriktioner på vapenförsäljning till landet, delvis till följd av den starka armenisk-amerikanska lobbygruppen, så Israel har varit ett av de få vapenproducerande länder som varit villig att sälja avancerade vapen till Azerbajdzjan. Det sekulära Azerbajdzjan uppfattar också att dess inre säkerhet hotas av det teokratiska Iran och det finns olösta gränskonflikter mellan de två länderna i Kaspiska havets oljeområden.
Georgiens brytning med Ryssland har sedan 2009 medfört ett närmare militärindustriellt samarbete med Azerbajdzjan. Georgien vill köpa materiel från Azerbajdzjan och bägge länderna är intresserade av ett utökat samarbete med Turkiet. En turkisk militärdelegation besökte i januari 2014 Baku och inledde förhandlingar om utökat militärt samarbete mellan de länderna. Ryssland har dock till 2013 genomfört vapenförsäljningar till Azerbajdzjan till ett värde av 3-4 miljarder USD. Samtidigt säljer man avancerade vapen till Armenien. Från Moskvas sida, menar man att Ryssland garanterar regionens säkerhet och bevarar maktbalansen genom att leverera till bägge sidor. Därigenom vidmakthåller man sin position som regionens ledande geopolitiska aktör.

## Värnplikt
Värnplikt råder för alla män i åldern 18-35 års ålder. Den första tjänstgöringen är 18 månader, utom för den som avlagt en akademisk examen då den är 12 månader. I fredstid sker inga inkallelser till repetitionsövningar. Förslag finns på att höja den övre åldern till 40 år. Många får frisedel genom att muta mönstringsförrättarna. En viktig orsak till att vilja slippa från militärtjänsten är den brutala pennalism som kännetecknar värnpliktstjänstgöringen. Mellan 1995 och 2002 dog cirka 5 000 värnpliktiga på grund av pennalism, olyckor, sjukdomar och undernäring.

## Styrka
| Försvarsgren     | Aktiv personal | Anmärkning |
| ---------------- | -------------- | --- |
| Armén            | 57 000         | 240 stridsvagnar T-72 110 pansarskyttefordon 350 pansarbandvagnar 450 artilleripjäser                                                       |
| Marinen          | 2 000          | 8 patrullfartyg 4 kustminsvepare 6 landstigningsfartyg                                                                                      |
| Flygvapnet       | 8 000          | 14 jaktflyg MiG-29 11 jaktattackflyg av olika typer 19 attackflyg Su-25 25 attackhelikopter Mil Mi-24 40 transporthelikopter av olika typer |
| Säkerhetsstyrkor | 20 000         | Inrikestrupper Gränsbevakning Kustbevakning Säkerhetstrupper Justitieministeriets trupper Katastrofministeriets trupper Nationalgardet      |

Siffrorna avser förhållandena 2012. Källa:

## Framtida utveckling
Som ett led i den azerbajdzjanska upprustningen rapporterades 2013, att landet vill köpa två ubåtar, jagare, transportfartyg, helikoptrar och bandartilleri från Sydkorea. Trots de stora fördelarna för den sydkoreanska vapenindustrin har den sydkoreanska regeringen emellertid varit tveksam till att inleda förhandlingar, då man är rädd för att bli betraktad som en part i konflikten med Armenien och därigenom komma i konflikt med Ryssland.